# Halloween: Resurrection
Halloween: Resurrection (en español: Halloween Resurrección). Dirigida por Rick Rosenthal en 2002 y exhibida en cines ese mismo año, es una secuencia alternativa de Halloween H2O: Veinte años después de Steve Miner y recupera al asesino Michael Myers de forma un tanto excéntrica debido a las condiciones del final de la película anterior. Eso provocó el rechazo de gran parte de los fanáticos de la saga, sin mencionar que de no seguir solo un par de patrones de la historia original esta nueva secuela se hubiera catalogado como un simple terror-para-adolescentes más. Pero pese a ser bastante rutinaria, gracias a una premisa interesante fue del agrado de muchos espectadores, aunque eso no evitó que supusiera un considerable fracaso para Rosenthal.

## Argumento
El 31 de octubre de 1998, Laurie Strode decapita accidentalmente a un paramédico con el que su hermano Michael Myers había intercambiado ropas, aplastando la laringe del paramédico para que no pudiera hablar; Laurie en estado catatónico 
es internada en el Sanatorio Grace Andersen.
Tres años después, el 31 de octubre de 2001, Michael aparece, logra entrar a las instalaciones y mata a dos guardias de seguridad, mientras se dirige a la habitación de Laurie. Después de una persecución, Laurie lleva a Michael a la azotea de la institución. Aunque este último cae en su trampa, el temor de Laurie de volver a matar a otra persona inocente se apodera de ella; cuando ella trata de quitarle la máscara, Michael la ataca. Él mata a su hermana Laurie apuñalándola, esta se despide con un beso y tras decirle "te veré en el infierno" es arrojada de la azotea hacia su muerte y a su ansiada libertad. Más tarde Michael observa que hay un paciente que tiene una obsesión por los asesinos. Michael entra a la celda del hombre y le da el cuchillo ya sea para que lo culpen a él del asesinato cometido (cuando Michael se va de la celda el paciente empieza a enumerar los asesinatos de Michael cometidos en Halloween, Halloween II y Halloween H20). Michael regresa a su antigua casa en Haddonfield.
Un año después Michael se ha convertido ya en un mito, pero un grupo de adolescentes son seleccionados para pasar una noche de miedo en el lugar menos indicado, la antigua casa de los Myers, rodeados de cámaras y así participar de un Reality Show que es pasado en directo por internet.
Nada más poner un pie dentro de la casa, los jóvenes son acechados y después cazados y masacrados uno a uno por Michael Myers, quien por fin vuelve a aparecer después de tanto tiempo. Al huir del asesino, la protagonista causa un cortocircuito por accidente y eso hace que la casa se incendie, y cuando Michael va hacia ella para asestarle el golpe de gracia, el amigo de esta entra, le da un golpe de corriente en los genitales y lo empuja hacia un cableado que colgaba del techo, quedando electrocutado y pareciendo morir abrasado. Horas después el cadáver de Michael es llevado a un depósito de cadáveres de Haddonfield, y la película termina con él despertando allí.

## Reparto
- Brad Loree - Michael Myers
- Busta Rhymes - Freddie Harris
- Bianca Kajlich - Sara Moyer
- Thomas Ian Nicolas - Bill Woodlake
- Ryan Merriman - Myles Barton
- Daisy McCrackin - Donna Chang
- Katee Sackhoff - Jennifer Danzig
- Billy Kay - Scott
- Luke Kirby - Jim Morgan
- Sean Patrick Thomas - Rudy Grimes
- Tyra Banks - Nora Winston
- Vanessa Paradise
- Jamie Lee Curtis - Laurie Strode

## Curiosidades
- Jamie Lee Curtis estaba obligada a aparecer en esta entrega por una obligación contractual ya que, la condición para estar presente y además rodar el gran final de Halloween H20, fue aparecer en la secuela. Curtis estuvo a punto de dejar el rodaje de H20 pero hizo un trato con Moustapha Akkad, el cual era que no hubiera señal alguna de una secuela en H20 para hacer creer al público que realmente era Michael el decapitado y además que su personaje solo aparecería 10 minutos en pantalla y luego debían asesinarla.
- En la escena de la muerte de Laurie, fue eliminado un diálogo donde se refería a su hijo John, en el cual Laurie le decía a Michael que jamás encontraría a su hijo, porque ella se encargó de alejarlo y esconderlo. Esto fue cambiado ya que Curtis quería que su personaje demostrará que ya no temía a su hermano.

## Recepción
La película recibió críticas muy desfavorables, es considerada como una secuela innecesaria de Halloween H20 y la peor película de la saga Halloween. Fue un fracaso en taquilla solo recaudando $13 millones. El sitio web Rotten Tomatoes da una aprobación de solo 11%